# Pemmone
Pemmone o Pemmo (... – 738 circa) è stato un duca longobardo, duca del Friuli in un periodo tra il 701 e il 712 fino almeno al 734.

## Biografia
Figlio di Billone, turbolento nobile longobardo di Belluno poi trasferitosi a Cividale, fu innalzato al trono ducale dopo la deposizione di Corvolo, sotto il regno di Ariperto II, forse intorno al 710. Riscosse la stima di Paolo Diacono, che nacque durante il suo regno e lo definisce "uomo intelligente e utile alla patria" (Historia Langobardorum, VI, 26); lo storico narra anche di come la moglie del duca, Ratperga, lo avesse pregato di preferirle un'altra donna, più bella di lei e quindi più adatta al ruolo di duchessa. Riferisce Paolo Diacono:
(Paolo Diacono, Historia Langobardorum, VI, 26)
Come diversi suoi predecessori, dovette anch'egli affrontare gli Slavi, che sconfisse valorosamente e costrinse ad accettare le sue condizioni. La battaglia si svolse in località Lauriana e, stando a Paolo Diacono, si concluse con l'annientamento degli invasori a fronte di una sola perdita da parte longobarda. Lo storico precisa anche che il grosso delle truppe di Pemmone era costituito dai figli, ormai cresciuti, dei guerrieri longobardi caduti, sempre per mano slava, con il duca Ferdulfo; era stato Pemmone stesso a crescerli, accogliendoli "come se anche essi fossero stati generati da lui" (Historia Langobardorum, VI, 26).

### Le tensioni con il patriarca di Aquileia e la deposizione
Poco più tardi si trovò coinvolto in una grave contesa con il patriarca di Aquileia Callisto, sostenuto da re Liutprando. Il patriarca protestò contro il fatto che il vescovo di Zuglio, Fidenzio, avesse trasferito la sede della sua diocesi a Cividale; la decisione fu ribadita anche dal successore di Fidenzio, Amatore. Callisto, titolare della cattedra di Aquileia, risiedeva a Cormons a causa dell'eccessiva vulnerabilità della sede patriarcale agli attacchi dei Bizantini e valutò sconveniente che un altro vescovo si insediasse nella capitale ducale: Cromons infatti era una sede non prestigiosa per il patriarca, in cui vi era solo il volgo, mentre un vescovo a lui subordinato frequentava la corte ducale e i nobili longobardi a Cividale. Scacciò quindi Amatore e si insedio nella sua residenza a Cividale. Pemmone e nobili longobardi della corte non accettarono la risoluzione patriarcale e procedette contro Callisto, imprigionandolo sotto dure condizioni nel castello di Pozio (forse l'attuale Duino). Nella contesa intervenne allora re Liutprando, che si adirò contro il duca e, in una data compresa tra il 734 e il 738, lo privò del titolo, affidandolo al maggiore dei figli di Pemmone, Rachis. Pemmone decise di fuggire nella terra degli Slavi, ma Rachis riuscì a intercedere presso il re per far avere udienza al padre. Liutprando mise i tre figli di Pemmone dietro al trono e da qui ordinò l'arresto dei collaborati di Pemmone. Astolfo, adirato, fece per estrarre la sua spada, ma Rachis lo fece desistere. Herfemar, collaboratore di Pemmone, riuscì a sfuggire all'arresto e a rifugiarsi presso la basilica del beato Michele, ottenendo così l'indulgenza del re.
Al ducato gli successe il figlio Rachis, che gli dedicò il famoso altare di Rachis.